# سم لنگفورد
سم لنگفورد (انگلیسی: Sam Langford; ۴ مارس ۱۸۸۳ – ۱۲ ژانویهٔ ۱۹۵۶) بوکسور اهل ایالات متحده آمریکا بود.